# Tor (netwerk)
Tor (afgeleid van de oorspronkelijke projectnaam The Onion Router) is een open netwerk voor anonieme communicatie gebaseerd op een techniek genaamd onion routing. Onion routing is een technologie ontwikkeld in 1995 door het United States Naval Research Laboratory. De Tor-client is open bron-software en het gebruik van het Tor-netwerk is gratis.

## Werking

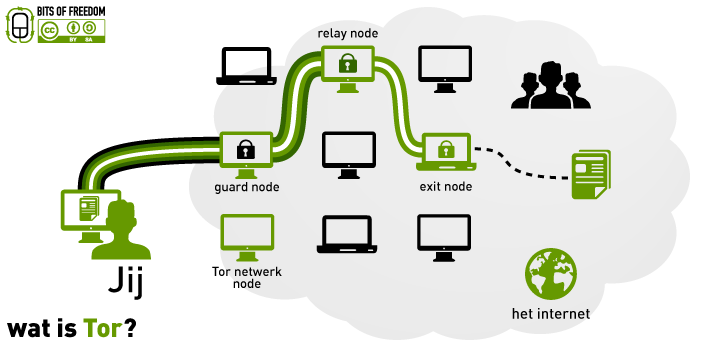
Wat is Tor (The onion router)?

Het netwerk is gebaseerd op zogenaamde onion-servers; computers die als tussenstations dienen tussen de afzender en de bestemming. De naam “Onion Routing” is geen willekeurige naam. “Onion”, wat “ui” betekent, staat voor de manier waarop de data op het Tor-netwerk worden voorgesteld. Het principe is dat berichten volgens een willekeurig pad via verschillende onion-servers naar hun bestemming reizen, waarbij iedere server een versleutelde "laag" van de routinginformatie ontcijfert, vergelijkbaar met de schillen van een ui die verwijderd worden. Deze data worden dan doorgestuurd naar de volgende server totdat de volledig ontcijferde data bij de ontvanger aankomen.
Doordat bij iedere tussenstap alleen de routinginformatie voor de voorafgaande en de volgende server in onversleutelde vorm aanwezig is, is het onderweg nergens mogelijk om de oorsprong en de bestemming van het bericht te bepalen. Voor de computer op de eindbestemming lijkt het alsof het bericht van de laatste onion-server komt. Bij de laatste server is alleen maar te bepalen wat de data bevatten en niet waar ze vandaan komen. Doordat het Tor-programma willekeurige servers kiest waarlangs het de data verstuurt, is het heel moeilijk om een bepaalde computer af te luisteren.

## Veiligheid
Zoals bij vele encryptiemethoden kent ook Tor enkele zwakke punten. Op de website staat een waarschuwing dat alleen Tor gebruiken niet genoeg beveiliging geeft voor sommige doeleinden en dat de gebruiker zelf ook op enkele dingen moet letten zoals het negeren van browser-plug-ins en cookies.
Men kan echter ook een Tor-exitnode opzetten (een server waar het verkeer het Tor-netwerk verlaat, en het 'gewone' internet op geleid wordt) en zodoende een gedeelte van het Tor-verkeer afluisteren. Dit werd in augustus 2007 aangetoond door de Zweedse beveiligingsconsultant Dan Egerstad, die via een vijftal Tor-exitnodes honderden gebruikersnamen en wachtwoorden van diplomatieke diensten van ambassades ontdekte. Na het publiceren van 100 van deze logins werd Dan Egerstad op 16 november 2007 gearresteerd door de Zweedse politiedienst.
Het is beter nog een extra encryptiemethode te gebruiken voor de data om extra veilig te zijn. Proxy's zijn namelijk nooit compleet veilig, ook al is het bij Tor zo dat het internetverkeer door meerdere proxy's of 'nodes' wordt gestuurd.

## Gebruikers
Het netwerk wordt onder andere gebruikt voor militaire toepassingen (vandaar de belangstelling van de Amerikaanse marine voor deze technologie), maar ook voor civiele toepassingen, zoals het beschermen van de privacy van dissidenten. Zo zouden journalisten die kritiek geven op totalitaire regimes die geen persvrijheid kennen, hun anonimiteit en veiligheid kunnen waarborgen.
Anonieme communicatie in zijn algemeenheid en Tor in het bijzonder bemoeilijkt het achterhalen van de identiteit van de gebruikers ervan en om die reden heeft Tor een aantrekkingskracht tot mensen die niet willen dat hun identiteit achterhaald wordt. Dit maakt Tor aantrekkelijk voor onder meer criminelen. Naast criminelen wordt op deze manier ook de identiteit van mensen in landen waar censuur geldt verborgen. Door Tor te gebruiken kunnen zij voor hun belangrijke informatie toch nog vinden of juist naar buiten brengen.